# Balthasar Waitz
Balthasar Waitz (n. 18 august 1950, Nițchidorf, județul Timiș) este un scriitor de limba germană, traducător și ziarist din Banat, România.
A urmat școala generală la Nițchidorf și Reșița și Liceul Teoretic German din Reșița. A continuat cu Facultatea de Filologie, secția germană-română, la Universitatea din Timișoara, promoția 1974, apoi a fost profesor de limba germană la Liceul Industrial nr. 1 din Reșița (1974-1979). 
A fost membru al cenaclului literar german „Adam Müller-Guttenbrunn” din Timișoara, organizat de filiala din Timișoara a Uniunii Scriitorilor din România, din care făceau parte printre alții Nikolaus Berwanger, Herta Müller, Richard Wagner, Johann Lippet, William Totok, Rolf Bossert, Joachim Wittstock, Franz Liebhard, Erika Scharf și Horst Samson.
În perioada 1979-1990, Balthasar Waitz a lucrat ca redactor la Neue Banater Zeitung. 
Balthasar Waitz este redactor la publicația de limbă germană Allgemeine Deutsche Zeitung für Rumänien în 1991, redactor la cotidianul Neuer Weg din București (1991-1992).
Se întoarce la Timișoara, unde este  traducător și scriitor liber profesionist (1993-2006), iar din 2006 este redactor în Timișoara la publicația Allgemeine Deutsche Zeitung für Rumänien din București.
Este membru al Rumänisch-Deutsche Kulturgesellschaft (Centrul Cultural Român-German) din Timișoara.  și al Uniunii Scriitorilor din România - Filiala Timișoara.
În anul 2007 a fost ales membru în comitetul de conducere al Forumului Democrat al Germanilor din Timișoara. 

## Premii
- 2011 - Premiul Berwanger al filialei Timișoara a Uniunii Scriitorilor din România.[6]

## Scrieri
- Ein Alibi für Papa Kunze (Proză scurtă), Editura Dacia, Cluj, 1981
- Widerlinge (Proză scurtă), Editura Facla, Timișoara, 1984
- Alptraum (Proză), Editura Kriterion, București, 1996
- Krähensommer und andere Geschichten aus dem Hinterland (Proză scurtă „Vara ciorilor și alte povestiri din Banat”), 204 pag., Editura Cosmopolitan Art, Timișoara, 2011
- Mit Schwalben am Hut. Gedichte (Cu rândunele pe pălărie. Versuri), Editura Cosmopolitan Art, Timișoara, 2014, ISBN 9786068389547

## Antologii
- Im Brennpunkt stehn (În focarul contemporaneității), Timișoara 1979;
- So lacht man bei uns (Așa se râde la noi), Editura Kriterion București, 1989;
- Heiteres Europa (Europa veselă), Editura Rowohlt Hamburg, 1992;
- Stafette (antologia cenaclului literar STAFETTE din Timișoara), 2007, 2008, 2009;
- Olivia Spiridon: Scriitori germani din România de după 1945 (antologie), Editura Curtea Veche, 2013;

## Traduceri
- Dusan Petrovici, Erotica Hermetica/ Die hermetische Erotik, traducere în limba germană, Editura Hestia, Timișoara, 1994.